# Igor Aleksandrovich Netto
Igor Aleksandrovich Netto (tiếng Nga: Игорь Александрович Нетто) (9 tháng 1 năm 1930 – 30 tháng 3 năm 1999) là một cựu cầu thủ bóng đá Liên Xô, được xem là một trong những cầu thủ xuất sắc nhất trong lịch sử bóng đá Xô viết. Ban đầu ông chơi ở vị trí hậu vệ trái, nhưng với khả năng tấn công, rê dắt bóng và kĩ thuật tốt, sau đó ông chuyển sang vị trí tiền vệ.

## Tiểu sử
Netto là đội trưởng đội tuyển Liên Xô từ 1954 đến 1963. Ông dẫn dắt đội tuyển quốc gia giành huy chương vàng tại Thế vận hội Mùa hè 1956 và chức vô địch châu Âu đầu tiên năm 1960. Ông chỉ tham dự một trận đấu tại vòng chung kết World Cup 1958 do chấn thương, nhưng tham dự đủ cả bốn trận tại World Cup 1962 khi Liên Xô vào tới tứ kết. Tổng cộng Netto khoác áo đội tuyển quốc gia 54 trận và ghi 4 bàn thắng.
Toàn bộ sự nghiệp ông chỉ thi đấu cho một câu lạc bộ là Spartak Moskva từ 1949 đến 1966, ghi 37 bàn thắng trong 367 trận đấu ở giải vô dịch, có được 5 danh hiệu vô địch quốc gia và 3 Cúp quốc gia. Netto giải nghệ năm 1966 và trở thành một huấn luyện viên khúc côn cầu trên băng. Ông được trao tặng Huân chương Lenin năm 1957. Vào giai đoạn cuối của sự nghiệp, Netto làm huấn luyện viên bóng đá, từng huấn luyện các câu lạc bộ và đội tuyển AC Omonia (Kypros), Shinnik Yaroslavl, Torpedo Moskva, Iran, Panionios (Hy Lạp) và Neftchi Baku (Azerbaijan). Sân vận động của Spartak Moskva mang tên ông.

## Danh hiệu

### Đội tuyển
- Vô địch châu Âu (1): 1960
- Vô địch Olympic: 1956

### Câu lạc bộ
- Vô địch Liên Xô: 1952, 1953, 1956, 1958, 1962
- Cúp bóng đá Liên Xô: 1958, 1958, 1963

### Huấn luyện viên
- Vô địch Liên Xô: 1976 (với Torpedo Moskva)
- Cúp bóng đá Liên Xô: 1968, 1986 (với Torpedo Moskva)